# Castelo de Rosyth

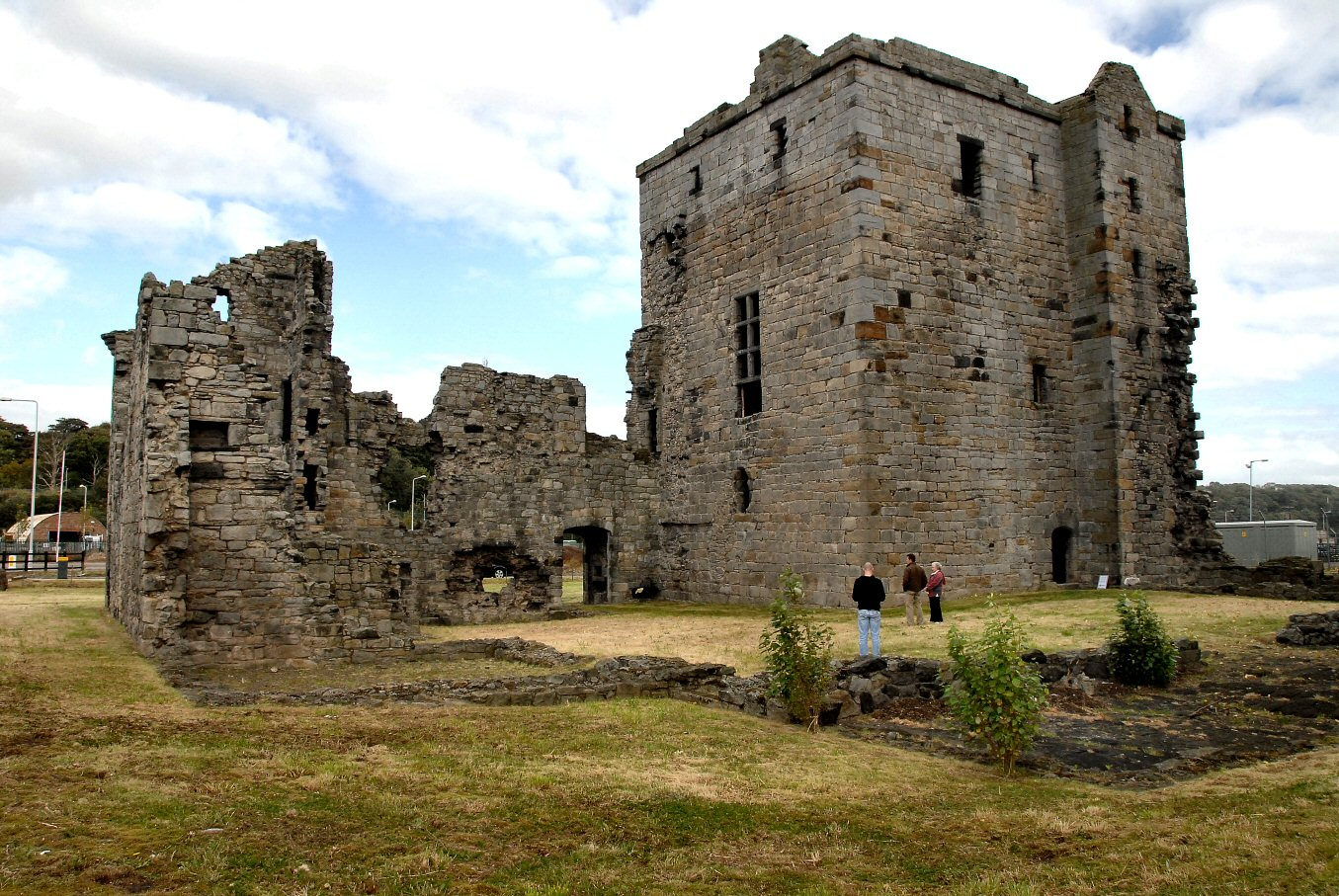
Castelo de Rosyth, Escócia.

O Castelo de Rosyth (em inglês:  Rosyth Castle) é um castelo atualmente em ruínas localizado em Rosyth, Fife, Escócia.

## História
Em 1428 o Barony de Rosyth foi adquirido por Sir David Stewart, de que a família construiu o castelo alguns anos mais tarde. O Barony e castelo mantiveram-se na posse da família Stewart até à linhagem masculina ter terminado no final do século XVII, quando o castelo começou a degradar-se. As iniciais "M R" (Maria Regina) sobre a entrada norte, referem-se à Rainha Maria Stuart, que regressou de França para governar a Escócia em 1561. As iniciais "I S M N" inscritas na lateral de uma janela, crê-se referirem-se a James Stewart de Rosyth e sua mulher, Margaret Napier.
Encontra-se classificado na categoria "A" do "listed building" desde 12 de janeiro de 1971.